# Bythinella pesterica
Bythinella pesterica is een slakkensoort uit de familie van de Hydrobiidae. De wetenschappelijke naam van de soort is voor het eerst geldig gepubliceerd in 2008 door Glöer.